# Offutt Air Force Base

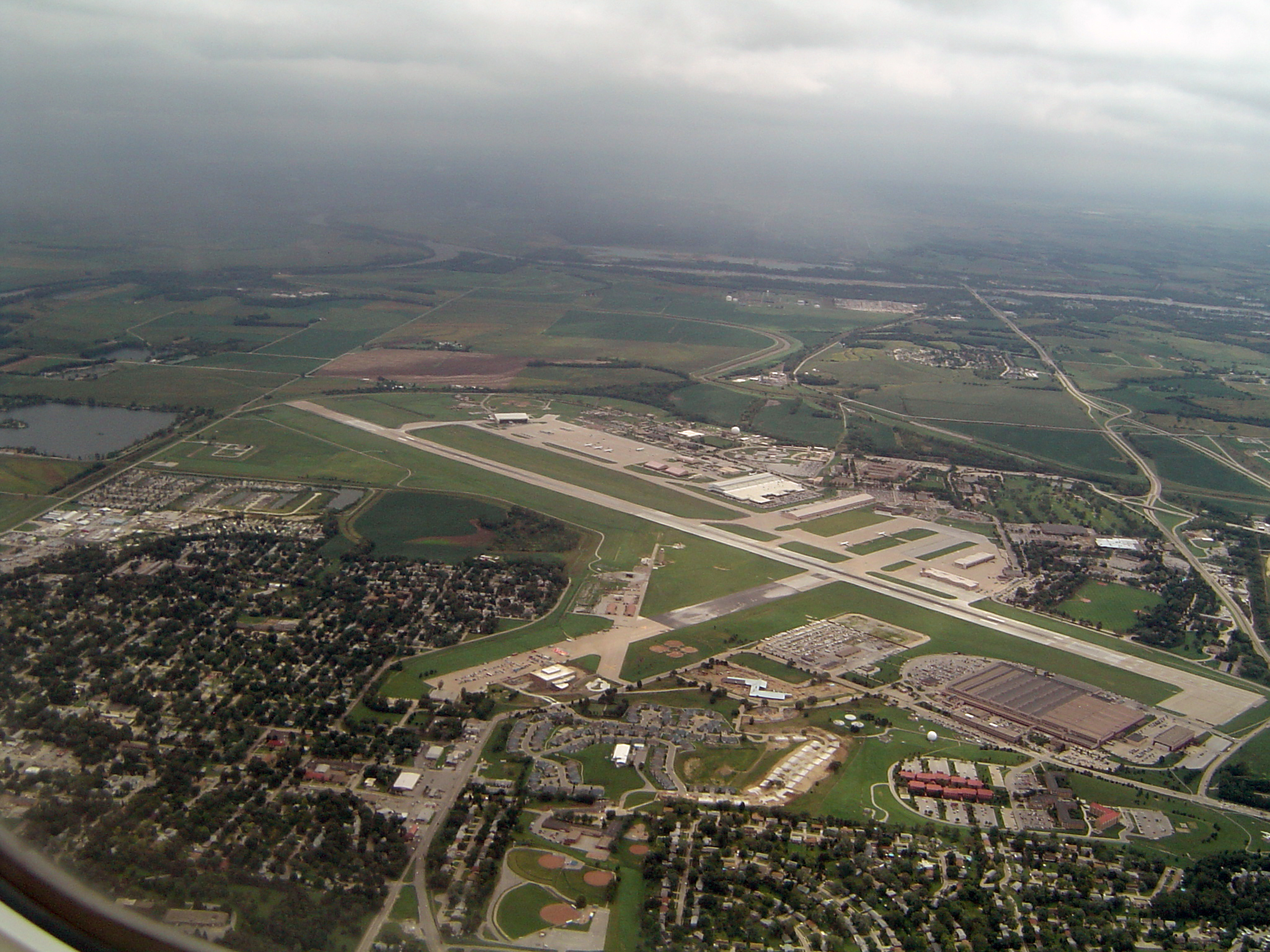
Flygbild över Offutt Air Force Base från ca 300 meters höjd.

Offutt Air Force Base (IATA: OFF, ICAO: KOFF) är en amerikansk flygvapenbas belägen söder om Omaha i Sarpy County, Nebraska, USA. På platsen har det bedrivits militär flygverksamhet sedan 1918, då med luftballong. Namnet kommer från en löjtnant Jarvis Offutt som omkom på platsen 1924. På Offutt fanns från 1948 och fram till 1992 högkvarteret för Strategic Air Command (SAC) och dess efterföljare, United States Strategic Command (USSTRATCOM), använder samma lokaler. Flygvapenminister Stuart Symington valde Offutt som högkvarter för SAC p.g.a. det låg mitt på den Nordamerikanska kontinenten och var utom räckhåll för det sovjetiska bombflyget, vid den tidpunkten. 
President George W. Bush flög till Offutt Air Force Base den 11 september 2001, efter en mellanlandning vid Barksdale Air Force Base i Louisiana.
Samtliga fyra flygplan av typ E-4B finns baserade på Offutt Air Force Base.